# 莫爾泰諾 (東開普省)

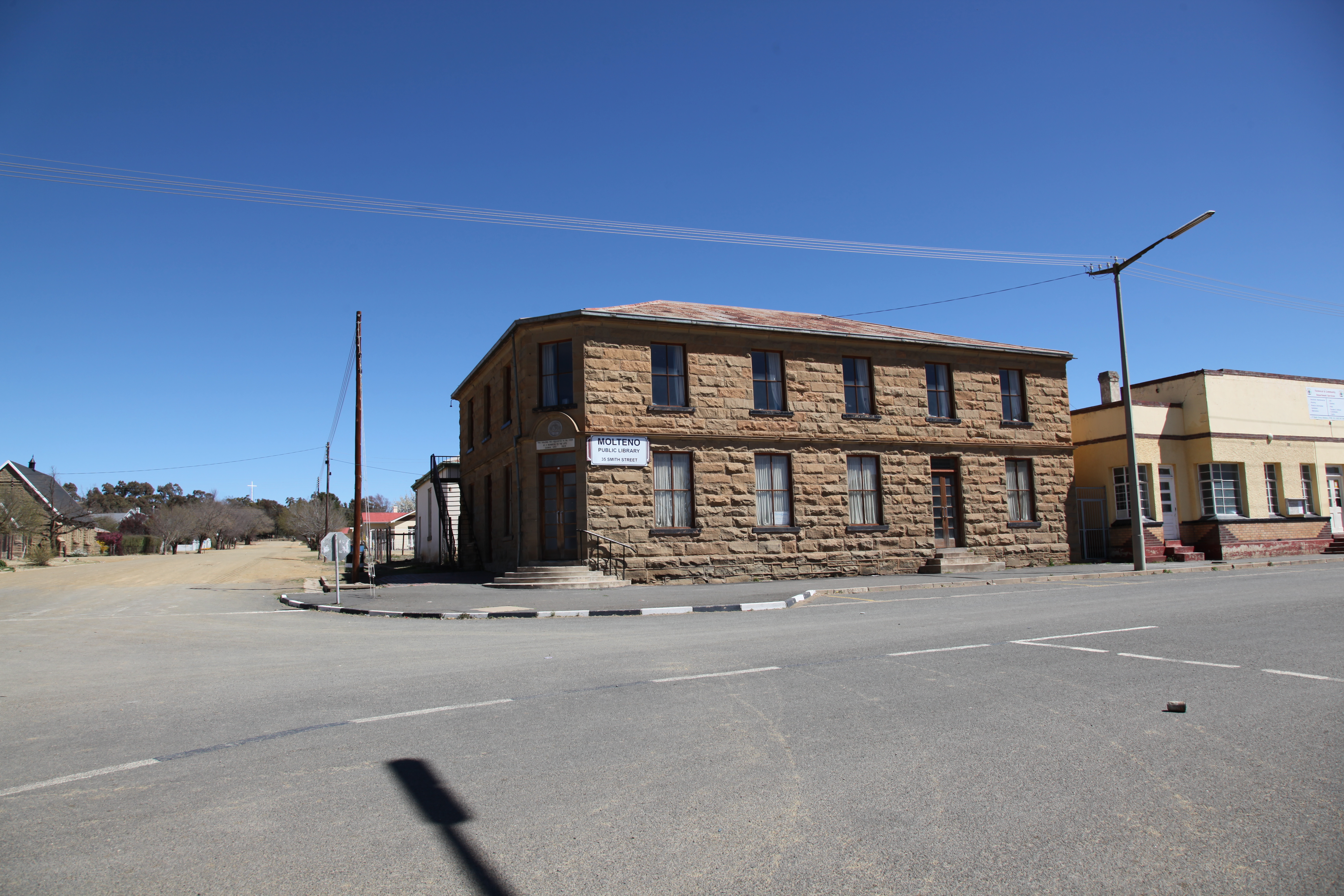

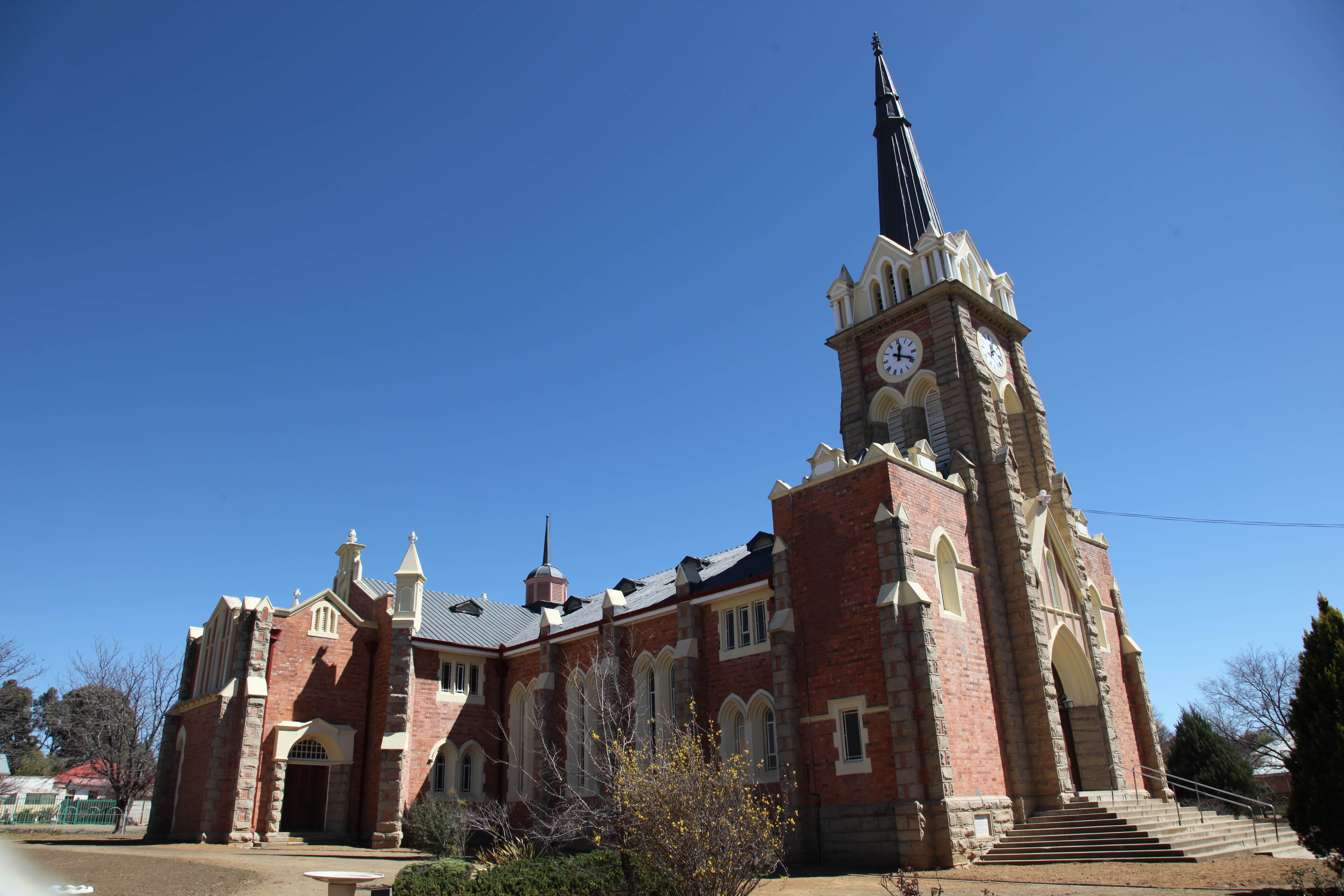

莫爾泰諾是南非的城鎮，位於該國東南部，由東開普省負責管轄，始建於1874年，面積9.06平方公里，海拔高度1,590米，2001年人口1,562，人口密度每平方公里180人。